# 2020 CD3
2020 CD3 là một vật thể nhỏ gần Trái Đất và là vệ tinh tạm thời của Trái Đất. Nó được tìm ra bởi đài thiên văn Núi Lemmon bởi hai nhà thiên văn học là Theodore Pruyne và Kacper Wierzchoś vào ngày 15 tháng 1 năm 2020, như là một phần của Đài khảo sát thiên văn Núi Lemmon và Đài khảo sát thiên văn Catalina Sky. Sự tìm ra thiên thạch được công bố bởi Minor Planet Center vào ngày 25 tháng 2 năm 2020, sau khi quan sát liên tục thấy nó quỹ đạo vòng quanh Trái Đất. Đây là vệ tinh thứ hai của Trái Đất mà được tìm ra trong in situ, sau 2006 RH120 được khám phá vào năm 2006. Dựa theo quỹ đạo trước đó của nó, 2020 CD3 có thể đã bị Trái Đất bắt lại vào khoảng năm 2016–2017, và được giữ lại theo thuyết địa tâm bởi Trái Đất cho tới tháng 4 năm 2020.
2020 CD3 có cấp sao tuyệt đối khoảng 32, cho thấy nó rất nhỏ. Giả sử 2020 CD3 có suất phản chiếu thấp, là Chondrit loại cacbon, thì đường kính của nó có thể khoảng 1,9–3,5 mét (6–11 ft). Cơ sở dữ liệu thiên thể nhỏ JPL phân loại 2020 CD3 là một tiểu hành tinh Apollo bay qua Trái Đất, trong khi Minor Planet Center xem xét 2020 CD3 là một phần của nhóm tiểu hành tinh Amor
 quỹ đạo xung quanh Trái Đất.

## Phát hiện
2020 CD3 được phát hiện vào ngày 15 tháng 2 năm 2020, bởi hai nhà thiên văn học là Theodore Pruyne và Kacper Wierzchos tại đài thiên văn Núi Lemmon. Sự phát hiện là một phần của Đài khảo sát thiên văn Núi Lemmon được thiết kế để phát hiện vật thể gần Trái Đất, và cũng là một phần Đài khảo sát thiên văn Catalina Sky được thực hiện ở Tucson, Arizona. 2020 CD3 được tìm thấy một cách đột ngột trong chòm sao Xử Nữ, tọa lạc khoảng 0,0019 AU (280.000 km; 180.000 mi) cách Trái Đất tại thời điểm này. Quan sát chuyển động cho thấy nó bị rơi vào lực hấp dẫn của Trái Đất, điều này giúp dự đoán hướng chuyển động của nó trong tương lai.

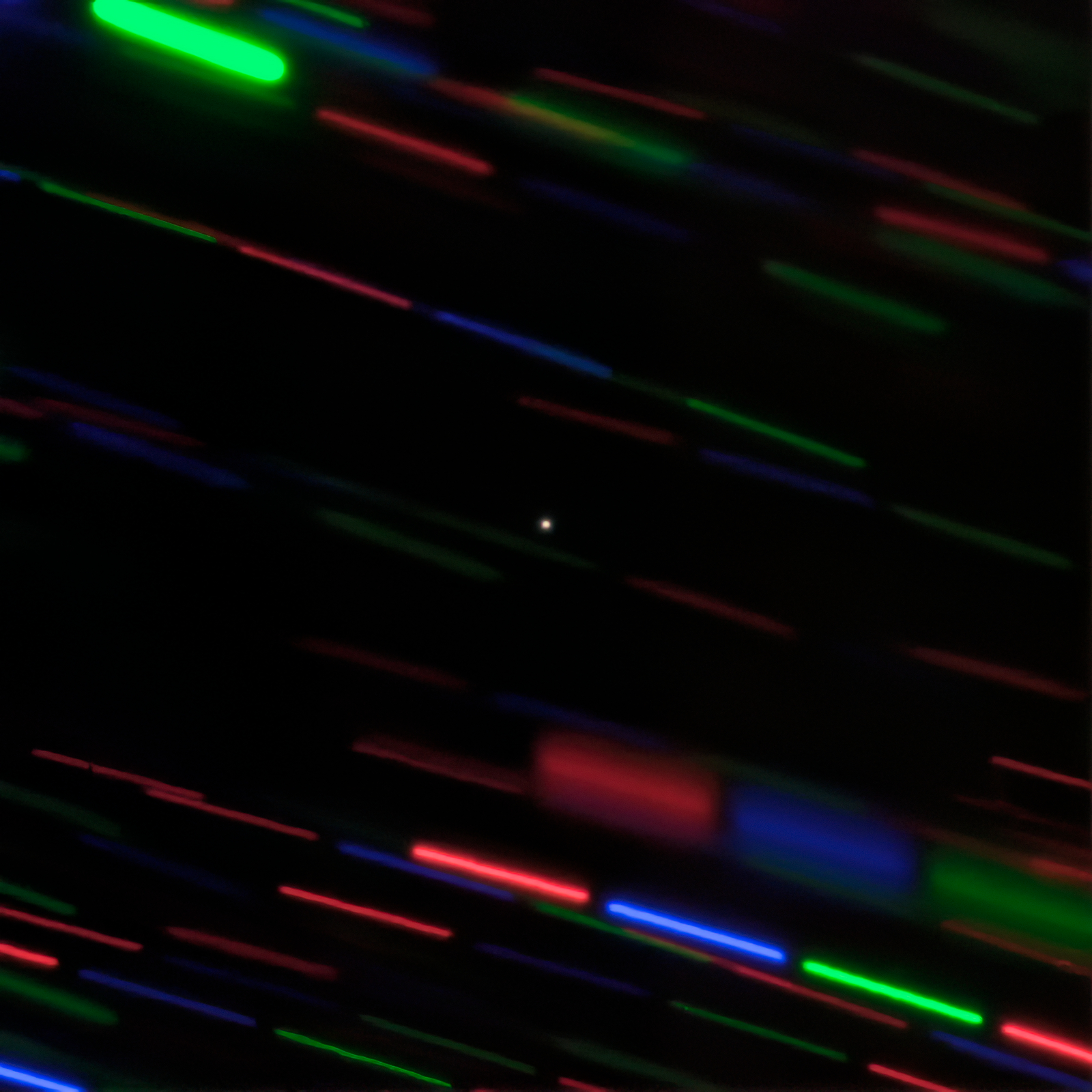
Hình có màu của bởi đài thiên văn Gemini vào ngày 24 tháng 2 năm 2020

Sự phát hiện được báo cáo trong "Trang xác nhận Vật thể gần Trái Đất" (NEOCP) của Minor Planet Center, trong đó có quỹ đạo trước đó của nó được tính toán từ nhiều sự quan sát của các đài thiên văn khác nhau. Quan sát sau đó của 2020 CD3 kéo dài sáu ngày sau sự phát hiện, và vật thể được chính thức thông báo trong Minor Planet Electronic Circular của Minor Planet Center vào ngày 25 tháng 2 năm 2020. Cho thấy không có sự nhiễu loạn hấp dẫn của áp suất ánh sáng, và 2020 CD3 không thể liên kết với bất kỳ vật thể nhân tạo nào đã biết. Mặc dù có những bằng chứng nhấn mạnh là 2020 CD3 là một thiên thạch cứng và dày, việc vật thể là nhân tạo chưa được công nhận.
Vào tháng 2 năm 2020, không có hình phát hiện trước đó của 2020 CD3 được ghi nhận. Sự phát hiện của 2020 CD3 cho thấy rằng nó cũng có thể đã bị chụp lại bởi các đài khảo sát thiên văn khác trước sự phát hiện này, nhưng đã không xác định được bởi vì sự mờ nhạt và quỹ đạo thay đổi liên tục của nó.

## Tên
Sau khi phát hiện, thiên thể được đặt tên tạm thời cũ là C26FED2. Sau giai đoạn quan sát tiếp theo để xác nhận nó, nó đã được đặt tên tạm thời mới là 2020 CD3 bởi Minor Planet Center vào ngày 25 tháng 2 năm 2020. Tên tạm thời này cho biết thời gian phát hiện của vật thể. Vật thể vẫn chưa được liệt kê trong định danh hành tinh vi hình của Minor Planet Center bởi vì cung quan sát ngắn ngủi chỉ vài ngày.

## Đặc trưng vật lý
2020 CD3 được ước tính có cấp sao tuyệt đối (H) khoảng 31,7, cho thấy nó rất là nhỏ. Thời kì luân chuyển và suất phản chiếu của 2020 CD3 vẫn chưa đo được do sự hạn chế trong quan sát. Giả sử suất phản chiếu của 2020 CD3 giống như của các vật thể tối khác, kiểu Chondrit loại cacbon, thì đường kính của 2020 CD3 sẽ khoảng 1,9–3,5 m (6–11 ft), và chỉ bằng một chiếc ô tô. Theo thống kê của JPL ước tính thì 2020 CD3 có trọng lượng 4.900 kg (10.800 lb), dựa trên giả sử mà nó có đường kính là 2 m (6,6 ft).